# Белоснежка и злая королева
«Белоснежка и злая королева» (англ. Snow White and the Evil Queen) — предстоящий американский фэнтезийный фильм 2025 года от консервативной медиакомпании The Daily Wire с Бретт Купер в главной роли. Фильм будет выпущен на Bentkey, приложении для потоковой передачи подписки Daily Wire для детей.

## В ролях
- Бретт Купер — Белоснежка[2]

## Производство
16 октября 2023 года, параллельно со столетием основания Disney, главный исполнительный директор Daily Wire Джереми Боринг объявил о запуске сервиса детского контента, известного как Bentkey. В объявлении Боринг обвинил Disney в том, что она продвигает «всё худшие эксцессы проснувшихся левых» и отказывается от наследия Уолта Диснея, указывая на споры вокруг предстоящего ремейка «Белоснежки», и утверждал, что Bentkey сделает «следующее поколение вневременных историй».
Совпадая с запуском Bentkey, Боринг объявил о производстве собственной экранизации оригинальной сказки под названием «Белоснежка и злая королева». Объявление произошло после того, что The Hollywood Reporter описал как правую негативную реакцию на предстоящий ремейк «Белоснежка». Это будет первый полнометражный фильм бренда Bentkey, в которой в роли Белоснежки снимется комментатор Daily Wire Бретт Купер. Боринг сказал, что фильм будет о «принцессе и принце, о красоте и тщеславии, о любви и её силе воскресить нас от смерти к жизни». Это будет первый полнометражный фильм Bentkey.
Изначально главную роль должна была сыграть Бретт Купер Тем не менее, 10 декабря 2024 года Купер объявила о своём уходе из The Daily Wire сразу после окончания её последнего видео, опубликованного в тот же день.

## Премьера
Премьера состоится в 2025 году.